# Angela McGinnis
Angela Frances McGinnis (Detroit, 3 novembre 1986) è un'ex pallavolista e allenatrice di pallavolo statunitense che giocava nel ruolo di palleggiatrice.
Dal 2015 è allenatrice in seconda del Triangle di Morrisville, in Carolina del Nord.

## Carriera
La carriera di Angela McGinnis inizia a livello giovanile, nella formazione del Fraser Volleyball; parallelamente gioca anche a livello scolastico, vestendo la maglia della Fraser High School, prima di giocare a livello universitario per la University of Florida, impegnata nella Division I NCAA dal 2004 al 2007, raccogliendo diversi riconoscimenti individuali. Dopo aver fatto parte della selezione Under-18, con quella Under-20 vince la medaglia d'oro al campionato nordamericano 2004, venendo eletta miglior palleggiatrice del torneo.
Nel 2005 debutta in nazionale maggiore, con cui, terminata la carriera universitaria, resta in collegiale nei primi mesi del 2008, disputando anche la Coppa panamericana, dove viene premiata come miglior palleggiatrice, prima di essere ingaggiata dal Beşiktaş Jimnastik Kulübü, club militante nella Voleybol 1. Ligi turca, nella stagione 2008-09. Nella stagione seguente passa all'İqtisadçı Voleybol Klubu, club impegnato nella Superliqa azera.
Nella stagione 2010-11, viene ingaggiata dall'Azərreyl Voleybol Klubu, ma è costretta a saltare per infortunio la seconda parte della stagione, venendo anche sostituita dal suo club: al termine di questa esperienza non firma più alcun contratto professionistico, terminando così la propria carriera.

## Palmarès

### Nazionale (competizioni minori)
- Campionato nordamericano Under-20 2004

### Premi individuali
- 2004 - Campionato nordamericano Under-20: Miglior palleggiatrice
- 2005 - All-America Third Team
- 2006 - All-America First Team
- 2007 - All-America Second Team
- 2007 - Division I NCAA statunitense: Gainesville Regional All-Tournament Team
- 2008 - Coppa panamericana: Miglior palleggiatrice